# Aroldo
Aroldo er en opera i fire akter af Giuseppe Verdi. Den italienske libretto, der bygger på et tidligere arbejde, Stiffelio, er skrevet af Francesco Maria Piave. Den blev uropført på Teatro Nuovo i Rimini den 16. august 1857. Den er en af Verdis mindre hyppigt opførte operaer.